# أورانج (أستراليا)
أورانج هي مدينة، تتبع مدينة أورانج، ونيوساوث ويلز، هي عاصمة مدينة أورانج، بلغ عدد سكانها 38,097  نسمة في 2016، تبلغ مساحتها 285 كيلومتر مربع، رمزها البريدي هو 2800.

## المناخ
يظهر الجدول التالي التغييرات المناخية على مدار السنة لأورانج:
| البيانات المناخية لـأورانج        | البيانات المناخية لـأورانج | البيانات المناخية لـأورانج | البيانات المناخية لـأورانج | البيانات المناخية لـأورانج | البيانات المناخية لـأورانج | البيانات المناخية لـأورانج | البيانات المناخية لـأورانج | البيانات المناخية لـأورانج | البيانات المناخية لـأورانج | البيانات المناخية لـأورانج | البيانات المناخية لـأورانج | البيانات المناخية لـأورانج | البيانات المناخية لـأورانج |
| الشهر                             | يناير                      | فبراير                     | مارس                       | أبريل                      | مايو                       | يونيو                      | يوليو                      | أغسطس                      | سبتمبر                     | أكتوبر                     | نوفمبر                     | ديسمبر                     | المعدل السنوي              |
| --------------------------------- | -------------------------- | -------------------------- | -------------------------- | -------------------------- | -------------------------- | -------------------------- | -------------------------- | -------------------------- | -------------------------- | -------------------------- | -------------------------- | -------------------------- | -------------------------- |
| الدرجة القصوى °م (°ف)             | 37.4 (99.3)                | 40.1 (104.2)               | 33.0 (91.4)                | 29.8 (85.6)                | 22.0 (71.6)                | 18.5 (65.3)                | 17.8 (64.0)                | 20.4 (68.7)                | 25.6 (78.1)                | 30.7 (87.3)                | 35.6 (96.1)                | 35.0 (95.0)                | 40.1 (104.2)               |
| متوسط درجة الحرارة الكبرى °م (°ف) | 26.0 (78.8)                | 25.2 (77.4)                | 22.4 (72.3)                | 18.3 (64.9)                | 13.9 (57.0)                | 10.4 (50.7)                | 9.3 (48.7)                 | 10.7 (51.3)                | 13.7 (56.7)                | 17.3 (63.1)                | 20.5 (68.9)                | 23.9 (75.0)                | 17.6 (63.7)                |
| متوسط درجة الحرارة الصغرى °م (°ف) | 12.2 (54.0)                | 12.3 (54.1)                | 9.6 (49.3)                 | 6.2 (43.2)                 | 3.6 (38.5)                 | 1.5 (34.7)                 | 0.7 (33.3)                 | 1.4 (34.5)                 | 3.3 (37.9)                 | 5.8 (42.4)                 | 7.9 (46.2)                 | 10.1 (50.2)                | 6.2 (43.2)                 |
| أدنى درجة حرارة °م (°ف)           | 1.7 (35.1)                 | 2.4 (36.3)                 | −0.5 (31.1)                | −3.5 (25.7)                | −6.6 (20.1)                | −6.5 (20.3)                | −7.1 (19.2)                | −5.8 (21.6)                | −6.0 (21.2)                | −3.0 (26.6)                | −1.0 (30.2)                | −1.0 (30.2)                | −7.1 (19.2)                |
| الهطول مم (إنش)                   | 84.0 (3.31)                | 82.4 (3.24)                | 53.7 (2.11)                | 52.6 (2.07)                | 62.5 (2.46)                | 66.2 (2.61)                | 88.2 (3.47)                | 93.6 (3.69)                | 79.0 (3.11)                | 78.2 (3.08)                | 76.0 (2.99)                | 78.8 (3.10)                | 895.1 (35.24)              |
| متوسط الأيام الممطرة              | 8.7                        | 8.2                        | 7.2                        | 7.2                        | 10.1                       | 12.4                       | 13.7                       | 13.5                       | 11.6                       | 10.8                       | 10.3                       | 9.0                        | 122.7                      |
| Average afternoon رطوبة نسبية (%) | 44                         | 49                         | 51                         | 55                         | 63                         | 70                         | 70                         | 65                         | 61                         | 56                         | 53                         | 45                         | 57                         |
| المصدر:                           |                            |                            |                            |                            |                            |                            |                            |                            |                            |                            |                            |                            |                            |

## مدن توأم
المدن التوأم:
- أورانج، أورانج، كاليفورنيا.

## أعلام
- تيم كالدويل
- ألبرت غاردينر
- إدوينا بون
- دان راسيل
- إلين كاسيدي
- لاري دير
- بيلي بيفان
- جيمس مالوني
- بانجو باترسون
- اريك بيلي